# 42nd Virginia Infantry
Quarante-deuxième régiment d'infanterie de volontaires de Virginie
Le 42nd Virginia Volunteer Infantry Regiment (quarante-deuxième régiment d'infanterie des volontaires de Virginie) est un régiment d'infanterie levé en Virginie pour servir dans l'aréme des États confédérés pendant la guerre de Sécession. Il combat la plupart du temps avec l'armée de Virginie du Nord.

## Organisation

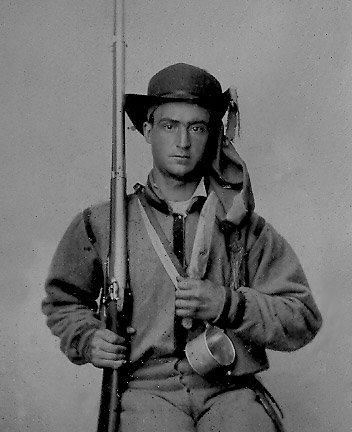
Natif du comté de Brunswick, Andrew J. Winn, 42nd Virginia Infantry, États confédérés d'Amérique. Mort à la bataille de Spotsylvania Courthouse, en mai 1864

Le 42nd Virginia, organisé à Staunton, en Virginie, en juillet 1861, recrute ses membres dans les comtés de Henry, Floyd, Bedford, Campbell, Roanoke, Patrick et Franklin.
Parmi les compagnies du régiment, on trouve :
- Compagnie E - « Dixie Greys » (les gris de Dixie)[1](p45)

## Service
Après avoir combattu à la première bataille de Kernstown et lors de la campagne de la vallée de Jackson, l'unité est affecté à la brigade de J. R. Jones et de W. Terry de l'armée de Virginie du Nord. Il est actif dans de nombreuses batailles, de la bataille des sept jours à la bataille de Cold Harbor, puis va avec Early dans la vallée de la Shenandoah et est impliqué dans la campagne d'Appomattox.
Lors de la première bataille de Winchester, le capitaine John E. Penn prend le commandement du régiment à la suite de la blessure du commandant(p189-190),. À la fin de la campagne de la vallée de la Shenandoah, le 9 juin 1862, le 42nd Virginia Infantry et le premier bataillon de Virginie sont chargés de retarder Frémont au cours de la bataille de Port Republic(p207),. Ces deux unités se font étriller peu de temps après lors de la bataille de Cedar Mountain le 9 août 1862(p296),.
Lors de la bataille d'Antietiam, le 17 septembre 1862 des éléments du régiment avec certains du 21st Virginia Infantry et 48th Virginia Infantry prennent part à des combats face à brigade de fer de Gibbon,.
Dans la soirée du 1er juillet 1863, un groupe du régiment parti en reconnaissance entre en contact la compagnie B du 7th Indiana Infantry et est fait en grande partie prisonniers; Quelques hommes s'échappent et informent le général Ewell de l'occupation de Culp's Hill, ce qui l'incite à attendre le lever du jour pour attaquer la colline. Ce délai est souvent cité pour être l'une des raisons de l'échec confédéré de la bataille de Gettysburg(p54).

## Pertes
Ce régiment fait état de 70 blessés à la première bataille de Kernstown et atteint 750 hommes en mai 1862. Il ne subit aucune perte pendant la bataille des sept jours, mais en a beaucoup à la bataille de Cedar Mountain. Il y a 62 hommes mis hors de combat lors de la seconde bataille de Bull Run, 26 à la bataille de Fredericksburg, et 135 à la bataille de Chancellorsville. Sur les 265 hommes engagés à Gettysburg, vingt-et-un pour cent sont tués, blessés ou portés disparus. Seuls 1 officier et 44 hommes se rendent.

## Commandement
Les officiers supérieurs sont les colonels Jesse S. Burks, Andrew J. Deyerle, John E. Penn, et R. W. Withers ; les lieutenants-colonels Daniel A. Langhorne, William Martin, et Samuel H. Saunders ; et les commandants P. B. Adams, Henry Lane, et Jesse M. Richardson.